# 自立街道
自立街道，是中华人民共和国吉林省长春市绿园区下辖的一个乡镇级行政单位。2023年3月17日设立。管辖范围东起西环路，西至西湖大路，南起支农大街，北至自立西街。

## 行政区划
自立街道下辖以下地区：
下辖金色欧城、梧桐、一汽家园、博众、自立、蓝调倾城6个社区。